# فيلامسارجيا
فيلامسارجيا، (بالإنجليزية: Villamassargia)‏، (سردينيا: Bidda Matzràxia ، Bidda Massàrgia)، هي بلدية في مقاطعة جنوب سردينيا، في المنطقة الإيطالية سردينيا، وتقع على بعد حوالي 40 كم (25 ميل) غرب كالياري، وحوالي 20 كم (12 ميل) ميل) شمال شرق كاربونيا. 

## السكان
في سنة 1861 بلغ عدد السكان 1٬847 نسمة، وتطور العدد ليصل في سنة 2011 لـ 3٬655 نسمة.
يظهر هذا المخطط البياني تطور النمو السكاني لـ فيلامسارجيا